# عبدالکریم فرحان
عبدالکریم فرحان (انگلیسی: Abdul-Karim Farhan؛ زادهٔ ۲۶ نوامبر ۱۹۵۶) بازیکن فوتبال اهل عراق بود.
وی همچنین در تیم ملی فوتبال عراق بازی کرده‌است.